# Ginkgoaceae
La famiglia Ginkgoaceae Engl., 1897 è l'unica famiglia dell'ordine Ginkgoales, unico ordine della classe Ginkgoopsida, unica classe della divisione Ginkgophyta.

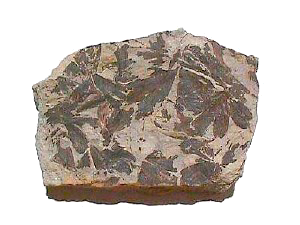
Fossili di Ginkgoaceae

È una famiglia di gimnosperme apparsa durante l'era mesozoica.

## Sistematica
La famiglia comprende sette generi, sei dei quali estinti:
- Baiera  †
- Ginkgo
- Ginkgoites †
- Ginkgoïdium †
- Phoenicpsis †
- Polyspermophyllum †
- Trichopitys †

Alcuni dei generi sopraelencati (p.es. Tricopitys) vengono attribuiti da una parte degli studiosi a famiglie diverse e addirittura a ordini diversi.
L'unica specie vivente è Ginkgo biloba L. che è la pianta a semi vivente più antica. Allo stato spontaneo è verosimilmente presente in alcune foreste della Cina, è una specie dioica. Attualmente è largamente coltivata in tutto il mondo.
I più antichi fossili attribuiti al genere Ginkgo risalgono al Triassico inferiore (250 milioni di anni fa circa) (Russia http://paleodb.org/cgi-bin/bridge.pl?a=basicCollectionSearch&collection_no=30415, Siberia http://paleodb.org/cgi-bin/bridge.pl?a=basicCollectionSearch&collection_no=30490, Cina http://paleodb.org/cgi-bin/bridge.pl?a=basicCollectionSearch&collection_no=29615).
Il genere Tricopitys è stato rinvenuto fin dal Carbonifero, circa 300 milioni di fa http://paleodb.org/cgi-bin/bridge.pl?a=basicCollectionSearch&collection_no=11206.